# 고리형협동반응
고리형협동반응(Pericyclic Reaction)은 n각 고리 구조의 전이상태를 거치는 모든 화학반응을 아우르는 단어다. Stepwise가 아닌 concerted 반응이며, 고리형협동반응은 아래와 같이 시그마결합과 파이결합의 개수 변화에 따라 반응 종류를 나눌 수 있다.
| 결합 종류         | 반응 전후 변화  | 반응 전후 변화 |
| 결합 종류         | 시그마결합 개수 | 파이결합 개수  |
| ----------------- | --------------- | -------------- |
| 고리모양 전자반응 | + 1             | -1             |
| 첨가 환화         | +2              | -2             |
| 시그마 반응       | 0               | 0              |
| 원자단 이동 반응  | + 1             | -1             |
| 킬레트로피 반응   | + 2             | - 2            |
| 다이오트로피 반응 | 0               | 0              |

## 관련 반응
- 코프 자리옮김